# 亞速爾大學
亞速爾大學（葡萄牙語：Universidade dos Açores，縮寫：UAç）是葡萄牙亞速爾群島上惟一的一所公立大學，成立於1976年1月9日，目標是促進亞速爾群島的高等教育和可持續發展。該大學在英雄港、奧爾塔和蓬塔德爾加達有三個校區。
按世界大學網路排名，該大學在2019年位列國內第15，全球第1938。

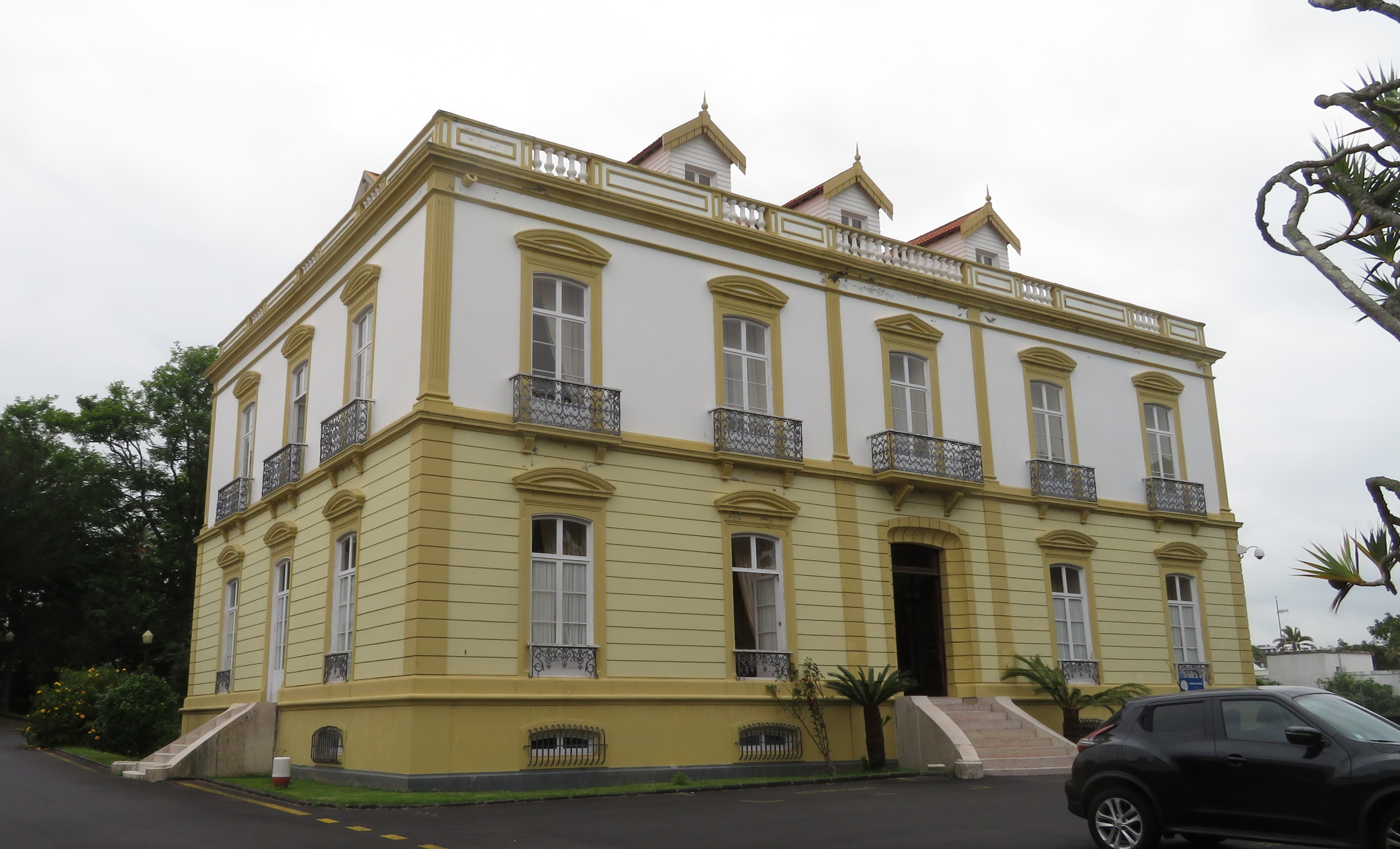
校长楼，位于蓬塔德爾加達
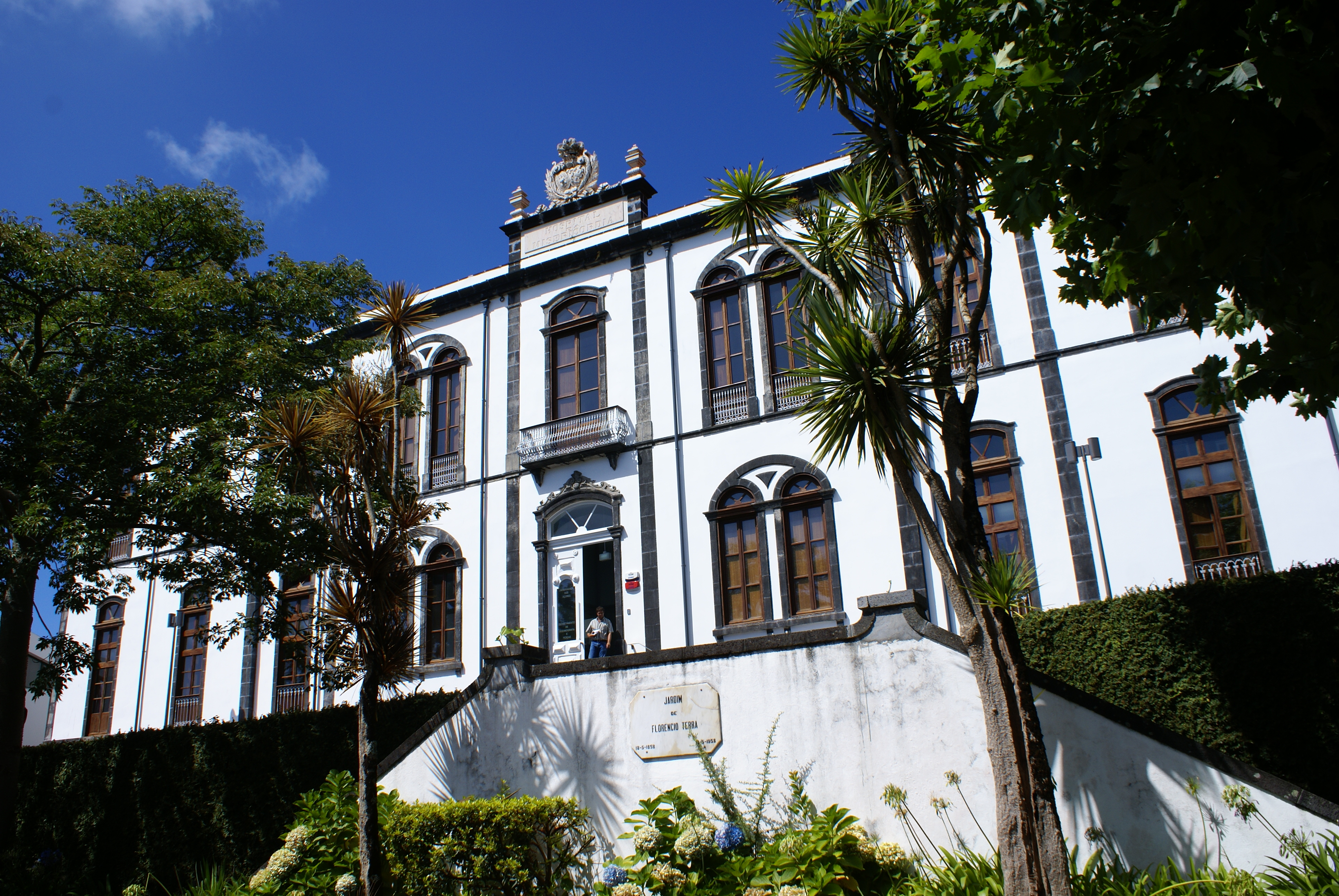
海洋渔业系，位于奥尔塔
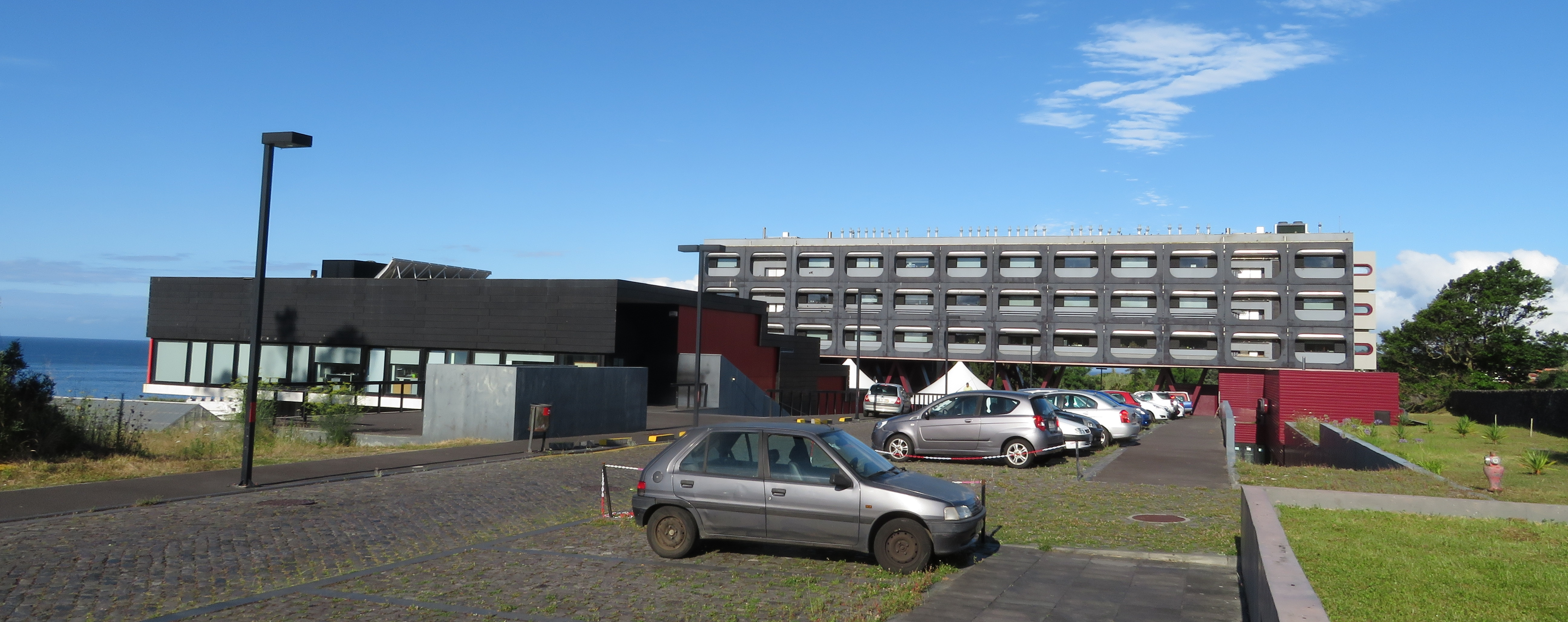
位于英雄港的校区

## 外部連結
- Campus de Angra/Angra Campus or the Department of Agricultural Sciences (in Portuguese)
- Department of Mathematics
- Department of Oceanography and Ichthyology in Horta